# نویکامپرفهن
نویکامپرفهن (به آلمانی: Neukamperfehn) یک شهر در آلمان است که در Hesel واقع شده‌است. نویکامپرفهن ۱٬۶۵۹ نفر جمعیت دارد.